# کوپلیسک
کوپلیسک (به لهستانی:  Kuplisk) یک روستا در لهستان است که در گمینا یانوو (استان پودلاسکی) واقع شده‌است.